# ديك ديكرسون
ديك ديكرسون (بالإنجليزية: Deke Dickerson)‏ هو كاتب أغاني أمريكي، ولد في 3 يونيو 1968.

## وصلات خارجية
- ديك ديكرسون على موقع IMDb (الإنجليزية)
- ديك ديكرسون على موقع ميوزك برينز (الإنجليزية)
- ديك ديكرسون على موقع أول ميوزيك (الإنجليزية)
- ديك ديكرسون على موقع ديسكوغز (الإنجليزية)
- ديك ديكرسون على موقع ديسكوغز (الإنجليزية)
- ديك ديكرسون على موقع قاعدة بيانات الفيلم (الإنجليزية)